# Kwintessens
Kwintessens (podnaslov: Through Bodies Measureless to Man) je drugi studijski album nizozemskog avangardnog black metal-sastava Dodecahedron. Album je 17. ožujka 2017. godine objavila diskografska kuća Season of Mist Underground Activists.

## Popis pjesama
Tekstovi: M. Eikenaar, glazba: M. Nienhuis.
| 1.    | »Prelude«                                                  | 2:15 |
| 2.    | »Tetrahedron - The Culling of the Unwanted from the Earth« | 4:34 |
| 3.    | »Hexahedron - Tilling the Human Soil«                      | 7:21 |
| 4.    | »Interlude«                                                | 3:40 |
| 5.    | »Octahedron - Harbinger«                                   | 6:36 |
| 6.    | »Dodecahedron - An Ill-Defined Air of Otherness«           | 7:16 |
| 7.    | »Finale«                                                   | 3:43 |
| 8.    | »Icosahedron - The Death of Your Body«                     | 5:59 |
| 41:24 |                                                            |      |

## Zasluge
Dodecahedron
- Y. Terwisscha van Scheltinga – bas-gitara
- J. Barendregt – bubnjevi
- M. Nienhuis – gitara, produkcija
- J. Bonis – gitara, elektronika, produkcija, miksanje, mastering
- M. Eikenaar – vokali, naslovnica

Ostalo osoblje
- A. Frericks – grafički dizajn